# Fingeralphabet

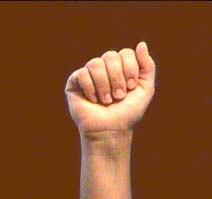
Beispiel: Der Buchstabe „A bzw. a“ im Fingeralphabet (aus Sicht des Betrachters)

Das Fingeralphabet, bei dem jedem Buchstaben des Alphabets ein eigenes Gebärdenzeichen entspricht, dient dazu, die Schreibweise eines Wortes mit Hilfe der Finger zu buchstabieren. Die Fingersprache (auch Daktylologie genannt) wird zusätzlich zur Gebärdensprache bei der Kommunikation mit Gehörlosen oder Schwerhörigen benutzt, um insbesondere Namen und Worte zu buchstabieren, für die noch kein Gebärdenzeichen verbreitet ist – insbesondere Eigennamen und seltene Wörter. Das Fingerbuchstabieren kann auch dazu dienen, ein Wort zu betonen, und wird dann anstelle des betreffenden Gebärdenzeichens eingesetzt.

## Geschichte
Fingeralphabete wurden bereits seit der Antike von Ägyptern, Griechen und Römern zur Darstellung von Buchstaben und Zahlen verwendet. Die Franziskaner verwendeten ein Fingeralphabet aus dem 13. Jahrhundert von dem Heiligen Bonaventura.
1592 erschuf der spanische Franziskanermönch Melchor de Yebra das 1. Fingeralphabet. Yebras Buch enthält Bilder eines manuellen Alphabets, in dem jede Handkonfiguration dem Alphabet des Heiligen Bonaventura vorausgeht, einer Sammlung von Aphorismen für christliches Verhalten, die jeweils mit einem Buchstaben des Alphabets beginnen. Das Yerba-Alphabet basiert teilweise oder vollständig auf den klösterlichen Zeichensprachen.
Im 16. Jahrhundert erfand der spanische Benediktinermönch Pedro Ponce de León bereits das 1. Fingeralphabet für den Unterricht Gehörloser. Es ähnelt dem Fingeralphabet von Yebra, da sich die beiden Mönche wegen ihrer Verbindung zum spanischen Hof gekannt haben könnten.
Jacob Rodrigues Pereira erschuf im 18. Jahrhundert ebenfalls ein Fingeralphabet.
Das Fingeralphabet ist ursprünglich eine Entwicklung aus den Klöstern, damit sich die Mönche dort trotz ihres Schweigegelübdes verständigen konnten.

## Das internationale Einhand-Fingeralphabet

Amerikanisches Fingeralphabet

International mit einer gewissen Einheitlichkeit verbreitet ist das Einhand-Fingeralphabet, mit dem prinzipiell die Buchstaben der lateinischen Schrift durch die Finger einer Hand nachgebildet werden. Die Nachbildung mit den Fingern folgt überwiegend der Form der kleingeschriebenen Buchstaben. Beispielsweise wird das Bild des Buchstabens „d“ signalisiert mit dem aufrechtstehenden Zeigefinger, während der Mittelfinger oder die drei anderen Finger zusammen mit dem Daumen einen Kreis bilden.
Die älteste bekannte Veröffentlichung dieses Fingeralphabets stammt von Mönchen. Das Alphabet wurde vermutlich zuerst von Mönchen unter sich gebraucht und vom Pater Pedro Ponce de León genutzt, um seine tauben Schüler in der spanischen Sprache zu unterrichten.
Nationale Varianten des Fingeralphabets entstehen dadurch, dass zum Beispiel für besonders häufige Laute, die mit mehreren Buchstaben geschrieben werden, eigene Zeichen gebildet werden. In der deutschen Sprache sind das „sch“ und die Umlaute ä, ö und ü. In der Deutschschweiz, Liechtenstein und Luxemburg kommt das „ch“ hinzu, in Deutschland, Österreich und Luxemburg das ß. Die Handform für den Buchstaben „t“ ist auch unterschiedlich. Das chinesische Fingeralphabet hat deutlich andere Handformen für E, I, J, P, Q, R, S, T, U, X und Z; dazu kommen eigene Gesten für ZH, CH, SH und NG.
Die Buchstaben des Fingeralphabets werden mit der dominanten Hand vor der Brust oder etwas seitlich vom Rumpf ausgeführt.

## Einhand-Fingeralphabet im deutschsprachigen Raum

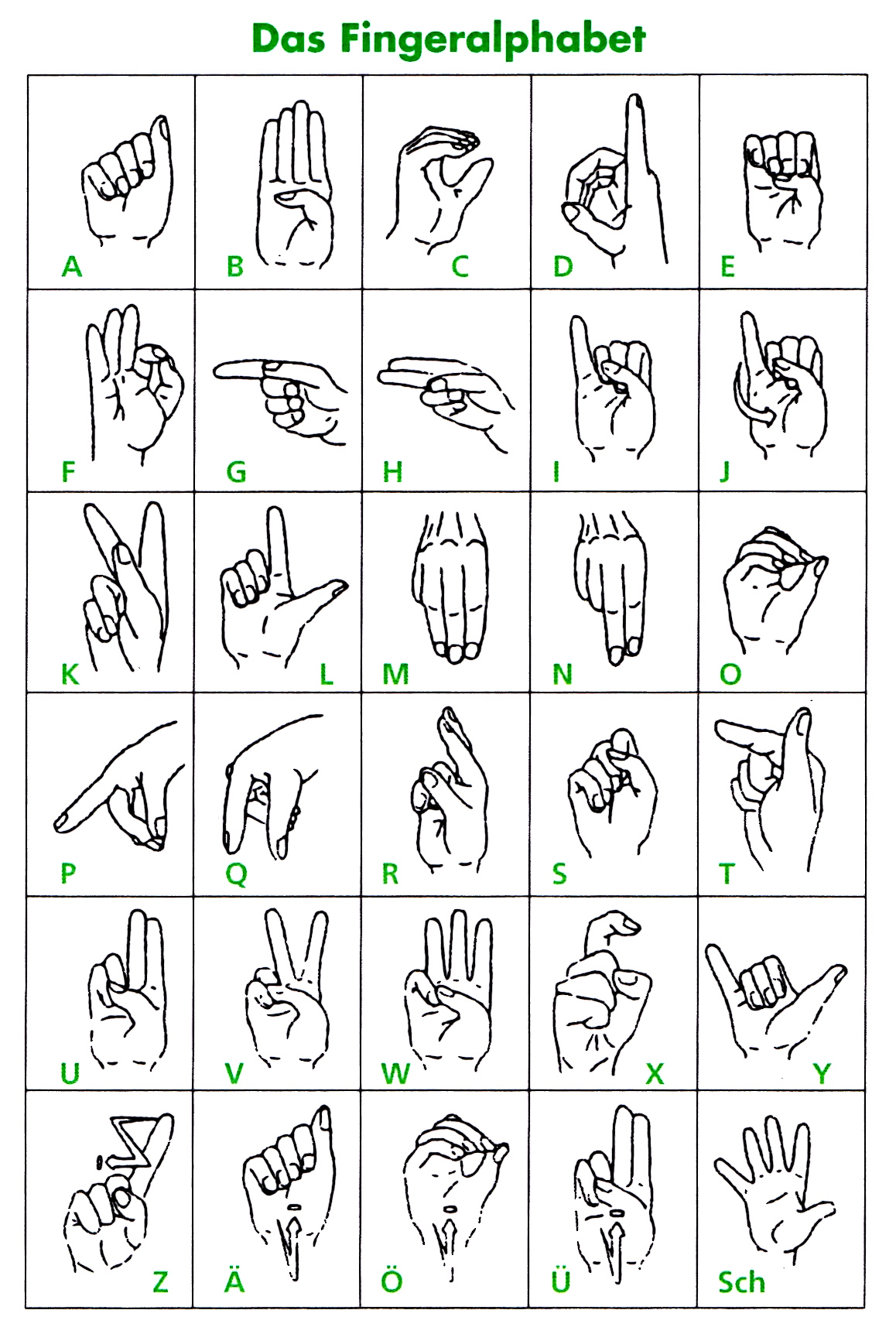
Deutsches Fingeralphabet

Die Tabelle unten beschreibt die einzelnen Handzeichen („Handformen“) für das in Deutschland, Österreich, Luxemburg (deutsch), Liechtenstein und in der Schweiz (deutsch, französisch) verwendete Einhand-Fingeralphabet. Unterschiedliche Handzeichen kommen in den jeweiligen Sprachversionen (siehe im Abschnitt Weblinks) nur bei wenigen Buchstaben vor.
Die Beschreibungen beziehen sich auf Rechtshänder; bei Linkshändern jeweils rechts statt links.
| Buchstabe  | Beschreibung |
| ---------- | --- |
| A          | geschlossene Faust vom Körper weg, Daumen an der Seite angelegt |
| B          | flache Hand vom Körper weg, Finger nach oben, Daumen auf der Handfläche |
| C          | Daumen und restliche Finger bildet einen offenen Halbkreis |
| D          | Zeigefinger nach oben, Daumen und restliche Finger bilden einen geschlossenen Kreis |
| E          | Daumen vor der Handfläche, restliche Finger berühren den Daumen mit den Fingerspitzen |
| F          | Daumen und Zeigefinger bilden einen geschlossenen Kreis, die restlichen drei Finger parallel1 nach oben gespreizt. 1 im deutschen, luxemburgischen und im Fingeralphabet der französischen Schweiz müssen sie nicht ganz parallel sein, im deutschschweizerischen, österreichischen und im liechtensteinischen Alphabet wird darauf Wert gelegt. |
| G          | geschlossene Hand zum Körper, Zeigefinger zeigt nach links |
| H          | geschlossene Hand zum Körper, Zeige- und Mittelfinger zeigen parallel nach links |
| I          | geschlossene Faust vom Körper weg, Daumen davor, kleiner Finger nach oben |
| J          | geschlossene Faust vom Körper weg, Daumen davor, kleiner Finger nach oben, Drehbewegung der Hand um vertikale Achse, französische Schweiz: gleich, jedoch mit offenem Daumen |
| K          | Zeigefinger und Mittelfinger nach oben gespreizt, Daumen an den Mittelfinger angelehnt, die restlichen Finger auf der Handfläche |
| L          | Handfläche von Körper weg, Zeigefinger nach oben, Daumen nach links, restliche Finger auf der Handfläche |
| M          | Handfläche nach unten, Zeige-, Mittel und Ringfinger nach unten gestreckt, Daumen unter den Fingern |
| N          | Handfläche nach unten, Zeige- und Mittelfinger nach unten gestreckt, restliche Finger auf der Handfläche, Daumen unter den gestreckten Fingern |
| O          | Daumen und restliche Finger bildet einen geschlossenen Kreis |
| P          | Handfläche nach unten, Zeigefinger nach vorn, Mittelfinger nach unten, Daumen berührt den Mittelfinger, restliche Finger auf der Handfläche |
| Q          | Zeigefinger und Daumen nach unten gestreckt, restliche Finger auf der Handfläche |
| R          | geschlossene Hand von Körper weg, Zeige- und Mittelfinger zeigen gekreuzt nach oben |
| S          | geschlossene Faust vom Körper weg, Daumen vor den Fingern |
| T          | Deutschland, Luxemburg, Französische Schweiz: geschlossene Hand nach links, Zeigefinger nach links gestreckt, Daumen auf dem Zeigefinger nach vorn Österreich,1 Liechtenstein, Deutschschweiz: geschlossene Hand nach vorne, Daumen nach oben gestreckt, Zeigefinger auf den Daumen amerikanisches Fingeralphabet: Feigenhand: geschlossene Faust vom Körper weg, Daumen unter dem gekrümmten Zeigefinger 1In Österreich wird teilweise auch die Variante des deutschen bzw. luxemburgischen Fingeralphabet verwendet. |
| U          | geschlossene Hand vom Körper weg, Zeige- und Mittelfinger zusammen nach oben, Daumen auf der Handfläche |
| V          | geschlossene Hand vom Körper weg, Zeige- und Mittelfinger gespreizt nach oben, Daumen auf der Handfläche |
| W          | flache Hand vom Körper weg, Zeige-, Mittel- und Ringfinger gespreizt nach oben, Daumen auf der Handfläche |
| X          | geschlossene Hand nach links, Zeigefinger nach oben, aber angewinkelt |
| Y          | geschlossene Hand vom Körper weg, Daumen und kleiner Finger nach oben abgespreizt |
| Z          | geschlossene Hand vom Körper weg, Zeigefinger nach oben schreibt ein „Z“ in die Luft (Zick-Zack-Bewegung) |
| Ä, Ö, Ü, ẞ | deutsches, österreichisches und luxemburgisches Fingeralphabet: wie A, O, U, S mit kurzer Bewegung der Hand nach unten Deutschschweizer und liechtensteinisches Fingeralphabet: Wie A, O, U, dabei wird bei Ä der Daumen, bei Ö der Mittelfinger, Ringfinger und kleiner Finger parallel und bei Ü der Zeigefinger und Mittelfinger parallel bewegt. ß: keine Entsprechung (wird in der Schweiz und in Liechtenstein nicht verwendet, wird dort als „ss“ buchstabiert)                                                 |
| CH         | Deutschschweizer und liechtensteinisches Fingeralphabet: Daumen, Zeigefinger und Mittelfinger bilden einen offenen Halbkreis, Ringfinger und kleiner Finger sind geschlossen. Luxemburger Fingeralphabet: Geschlossene Faust vom Körper weg, Daumen ganz offen In Österreich und Deutschland nicht verwendet: c, h buchstabieren |
| SCH        | flache Hand vom Körper weg, alle Finger gespreizt |
| Akzente    | Französische Schweiz: Akzente des französischen Alphabets (Akut, Gravis, Zirkumflex) sind fakultativ und werden kontextabhängig einbezogen. Hierbei wird die Grundform gezeigt und die Hand entsprechend der Form des Akzents bewegt (bei einem é ein E, dabei wird die Hand nach oben links bewegt, d. h. spiegelverkehrt aus Sicht der buchstabierenden Person, aus Sicht des Betrachters dagegen korrekt) |

## Andere Formen
Das Fingeralphabet ist nicht überall einhändig. Es haben sich noch 3 andere Fingeralphabetsarten entwickelt.
In Japan und Thailand repräsentiert ein Fingeralphabetzeichen eine Silbe (Silben-Fingeralphabet), entsprechend der japanischen Silbenschrift Hiragana. Die Formen des Alphabets sind aus dem Amerikanischen abgeleitet.
In Großbritannien, Australien, Neuseeland, Indien, Tschechien und teilweise in Südafrika wird das Fingeralphabet mit zwei Händen (Zwei-Hand-Fingeralphabet) ausgeführt.
Aus dem mit den Fingern gebildeten American Manual Alphabet sind viele Handstellungen von der American Sign Language, der amerikanischen Gebärdensprache, übernommen worden, um englische Wörter mit deren Anfangsbuchstaben zu bezeichnen.
Das chinesische Fingeralphabet (Hànyǔ shǒuzhǐ zìmǔ fāng’àn 汉语手指字母方案) wurde 1963 von der chinesischen Regierung standardisiert und enthält eigene Zeichen für die Pīnyīn-Buchstabenkombinationen zh, ch, ch und ng.
Das Lormen ist ein Tastalphabet, mit dem deutschsprachige Taubblinde kommunizieren können.